# Walter Frey
Walter Frey (Basilea, 26 de enero de 1898-Zúrich, 27 de agosto de 1985)fue un pianista y pedagogo musical suizo. Era hermano del también músico Emil (1889-1946).
Estudió en el Conservatorio de Zúrich, piano con Friedrich Niggli de 1906 a 1913 y teoría musical con Volkmar Andreae (1911-1913), perfeccionándose en Fráncfort con Walter Rehberg (1913-1916). Desde 1921 fue profesor en Winterthur e impartió cursos de perfeccionamiento de piano en el Conservatorio de Zúrich desde 1925 hasta 1958. 
Su actividad concertística lo llevó a viajar por Alemania, Suiza, Suecia, España y Noruega, siendo especialmente conocido por sus interpretaciones de música del siglo XX. En 1934 fue elegido presidente de la Asociación Pro Música, cargo que ocupó hasta 1960. 